# Газопереробний завод Саджаа
Газопереробний завод Саджаа — підприємство нафтогазової промисловості на північному сході Об'єднаних Арабських Еміратів. Станом на кінець 2010-х років єдиний ГПЗ в історії емірату Шарджа.

## Загальний опис
У 1982 році в Шарджі почали розробку газоконденсатного родовища Саджаа. У межах його облаштування створили потужності з вилучення конденсату, який спрямовували на експорт трубопроводом до порта Хамрія. Видобуток стартував із показника 30 000 барелів конденсату на добу, в 1985-му досягнув 60 000, проте вже за пару років скоротився до 38 000. У 1993-му ГПЗ продукував ті самі 38 000 барелів на добу, проте з них 15 000 припадали на введене в експлуатацію за рік до того родовище Moveyeid.
На момент запуску ГПЗ отриманий після вилучення конденсату залишковий газ (7 — 8,5 млн м3 на добу) просто спалювали, проте вже у 1983-му став до ладу газопровід до міста Шарджа. У найближчі роки географія поставок блакитного палива із Саджаа охопила весь північний схід країни, для чого ввели трубопровідну систему Саджаа – Північні емірати та проклали газопровід до Джебель-Алі в еміраті Дубай.
У 1986-му на майданчику ввели в дію установку вилучення зріджених вуглеводневих газів, на якій отримували додатковий конденсат, бутан і пропан (останні продукти також призначались для експорту через вже згаданий трубопровід до Хамрії). Проект реалізували в межах компанії Sharjah LPG Co. (Shalco), в якій 60 % належало уряду Шарджі, 25 % мав енергетичний гігант BP, а по 7,5 % отримали японські Itochu та Tokyo Boeki (саме до Японії відправляли абсолютну бульшість вилучених гомологів метану).
В 1987-му ГПЗ надали можливість переробляти газ із значним вмістом сірководню, а також, завдяки встановленню додаткових компресорних потужностей, почали часткову закачку залишкового газу назад у пласти (сайклінг-процес).
Підключення до ГПЗ родовищ Moveyeid та Кахайф (останнє стало до ладу в 1994-му) дозволило довести добовий видобуток до 22,5 млн м3 на добу. При цьому установку Sharjah LPG також  модернізували та збільшили її приймальну здатність з 12,4 до 19,8 млн м3 на добу (а її річна потужність по зрідженим вуглеводневим газам зросла до 290 тисяч тон пропану, 220 тисяч тон бутану та 280 тисяч тон конденсату).
У середині 2000-х стрімке зростання попиту на блакитне паливо призвело до укладання угоди щодо поставок ресурсу з іранського офшорного родовища Салман, від якого проклали трубопровід до Саджаа. В межах цього проекту, відомого як SajGas, у 2005-му на майданчику ГПЗ завершили додаткові потужності, розраховані на прийом 17 млн м3 на добу. Крім того, для видачі отриманого після підготовки паливного газу проклали трубопровід до індустріальної зони Хамрія. Втім, через суперечку щодо ціни на іранський ресурс проект SajGas станом на кінець 2010-х так і не ввели в експлуатацію.